# Parque nacional natural El Cocuy
El Parque Nacional Natural Güicán, Cocuy y Chita es uno de los 59 parques nacionales naturales de Colombia. Está ubicado al centro-oriente del país, en el límite entre los departamentos de Boyacá, Casanare y Arauca, con una extensión de 306 000 ha (3060 km²). El territorio del parque se ubica dentro de las jurisdicciones municipales de Güicán, Chita, El Cocuy, El Espino, Chiscas y Cubará en Boyacá, Sácama en Casanare, y Tame y Fortul en Arauca. Fue creado mediante acuerdo del Ministerio de Agricultura No 0017 del 2 de mayo de 1977.
Dentro de la jurisdicción del parque se encuentra la Sierra Nevada de Güicán, una formación montañosa localizada sobre el norte de la cordillera Oriental en el departamento de Boyacá y se compone de dos subcordilleras paralelas orientadas de norte a sur con una longitud de aproximadamente 30 km. El punto más alto se encuentra en la cadena oriental, Ritacuba Blanco (5410 m s. n. m., el pico más alto de la cordillera Oriental de los Andes en Colombia) y Ritacuba Negro (5340 m s. n. m.). El límite inferior de la nieve se encontró en 2020 alrededor de 4850 m s. n. m. de altitud. Son 20 los picos de la sierra que están cubiertos por nieves. En la zona además existen numerosos lagos y cascadas. Debido al deshielo acelerado causado por el cambio climático, lo que fue alguna vez la masa continua de nieve más grande de Sudamérica al norte de la línea del Ecuador con 418 km de longitud, se ha reducido y fraccionado en 15 pequeños glaciares, como se puede observar en las imágenes de satélite ofrecidas por Google o Bing. Para el año 2017, el área de la Sierra Nevada de Güicán se calculó en sólo 13.3 km², frente a 19,8 km² en 2003. Se ubica en el noreste de Boyacá y abarca también los departamentos de Arauca y Casanare.
La Sierra Nevada de Güicán es el conjunto glaciar más grande de Colombia y el conjunto glaciar tropical o ecuatorial más grande del mundo.
Su ingreso se hace exclusivamente desde Güicán de la Sierra. Este municipio es pionero en el montañismo y alpinismo a nivel nacional y del continente americano.

## Historia y creación
El establecimiento del Parque Nacional Natural El Cocuy respondió a la necesidad de proteger las fuentes de agua y conservar ecosistemas estratégicos de alta montaña. En 1959, la Ley 2 de 1959 creó la Reserva Forestal del Cocuy, declarando más de 800 000 ha como zona de protección de hoyas hidrográficas, páramos y bosques altoandinos. Posteriormente, el 6 de junio de 1977, el Instituto Nacional de los Recursos Naturales Renovables y del Ambiente (INDERENA) expidió la Resolución 156, declarando oficialmente como Parque Nacional Natural El Cocuy un área de 306.529,12 ha repartida entre los departamentos de Boyacá, Arauca y Casanare. Esta medida formó parte de la política nacional de expansión de áreas protegidas en los años setenta, con un énfasis particular en la salvaguarda de glaciares tropicales y la regulación hídrica de las cuencas de los ríos Arauca, Casanare y Chicamocha. Durante el proceso de delimitación intervinieron activamente las comunidades indígenas U’wa y varias ONG ambientales, que insistieron en incluir zonas de páramo y glaciares por su valor ecológico y cultural.

## Geología
Las rocas sobre las que reposan los glaciares de la Sierra Nevada del Cocuy corresponden principalmente a areniscas cuarzosas del Cretácico, depositadas en cuencas marinas profundas y ambientes litorales. Estas unidades sedimentarias forman parte de la Formación Une-Aguardiente y presentan un importante grado de deformación tectónica, lo que ha dado lugar a estructuras plegadas y falladas que configuran el relieve actual de la sierra.
La Sierra Nevada del Cocuy presenta una topografía asimétrica influenciada por la estructura de rocas sedimentarias cretácicas, dispuestas en estratos inclinados hacia el oeste. Esta configuración geomorfológica determina la distribución de los glaciares en la zona, ya que los principales cuerpos de hielo se alojan sobre las laderas inclinadas al occidente
Durante la fase de compresión del Mioceno superior, cuando la subsidencia de la cuenca  fue interrumpida. La parte Noreste de la cuenca estuvo separada hasta el cretácico medio por el alto de Santander, lo que permitió el desarrollo de dos subcuencas: la subcuenca del Cocuy y la subcuenca de Tablazo Magdalena, esta barrera controló la deposición durante todo el cretácico inferior.
Actualmente, el Cocuy conserva cerca de 12 cumbres glaciares no volcánicas, aunque su cobertura ha disminuido a la mitad entre 1987 y 2019.

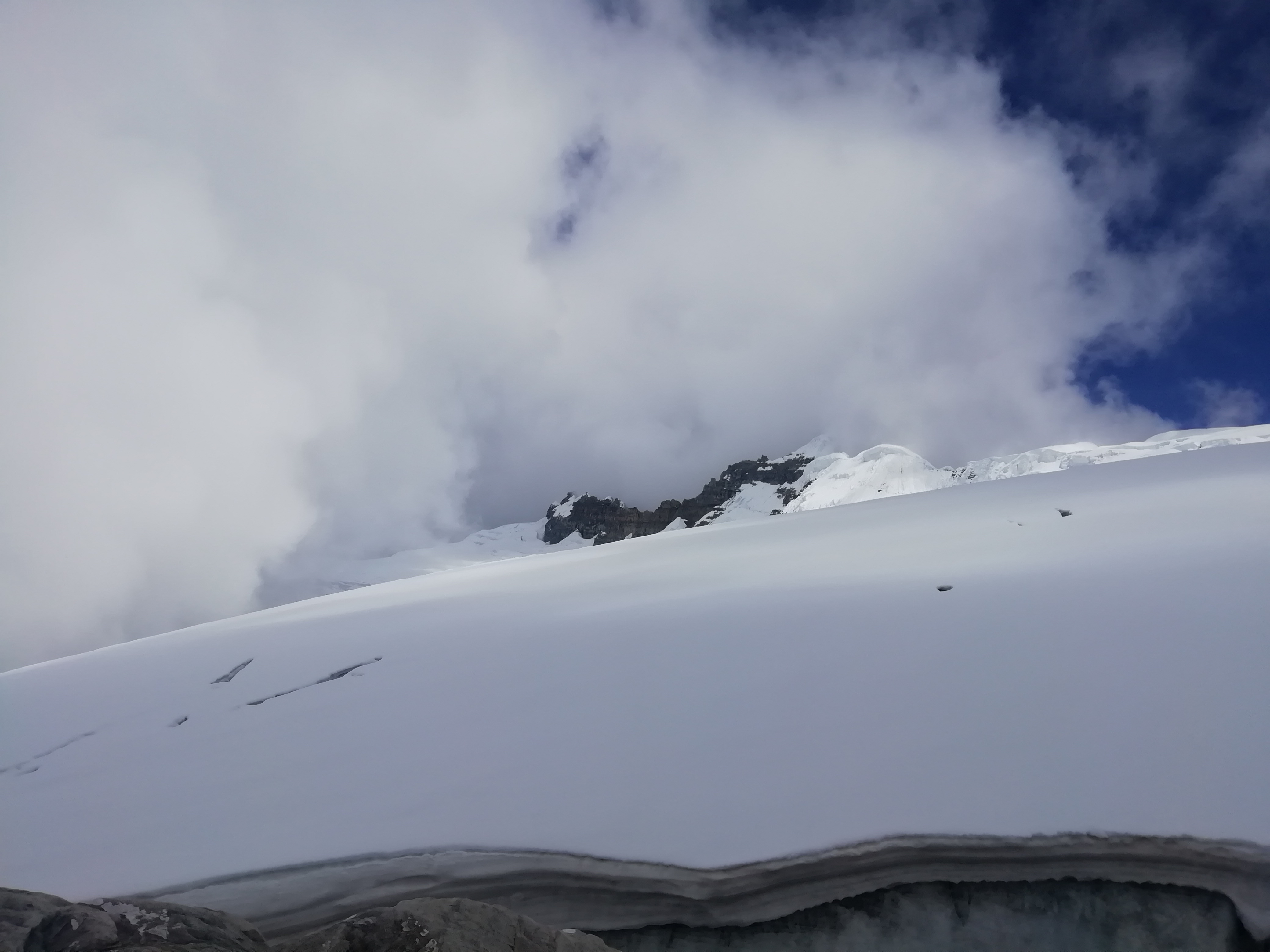
Vista del Nevado del Cocuy (Güicán), sector occidental

#### Estratigrafía
La sucesión cretácica de la Sierra Nevada del Cocuy (SNC), con un espesor de aproximadamente 6.100 m, se preserva de forma continua desde el Valanginiano hasta el Maastrichtiano. Su depósito inició con una transgresión marina temprana sobre un basamento del Paleozoico superior, y hacia el final del Cretácico se evidencia una transición progresiva hacia ambientes continentales, preludio de las condiciones del Terciario.
Desde el punto de vista bioestratigráfico, la SNC muestra alternancia de faunas propias de las provincias Mediterránea y Caribe. El Valanginiano está dominado por amonitas sudamericanas y bivalvos bentónicos asociados a ambientes cálidos del dominio Tetis. En el Aptiano se observan afinidades mediterráneas, mientras que en el Hauteriviano-Barremiano y el Albiano predominan icnofósiles y restos vegetales. Durante el Cenomaniano y el Turoniano, los bivalvos presentan relaciones con faunas del norte de África y Perú, y hacia el Campaniano-Maastrichtiano predominan elementos caribeños. 
La correlación estratigráfica se basa en macrofósiles clave. La base del Maastrichtiano se marca por la aparición de Sphenodiscus y Libycoceras, mientras que ostras como Abruptolopha abrupta caracterizan el Campaniano. El límite Santoniano-Campaniano se define por Submortoniceras sp. aff. uddeni, y la base del Santoniano por Texanites (Texanites), ambos en la Formación La Luna. En la Formación Chipaque, los límites entre pisos del Cenomaniano al Coniaciano no son precisos por ausencia de amonitas, aunque fósiles como Exogyra africana indican el Cenomaniano, y especies como Subprionotropis columbianus, Buenoceras loboi y Herrickiceras sp.? permiten reconocer niveles del Coniaciano y Turoniano.

## Rutas de acceso
Para el acceso al parque se puede realizar desde los poblados de Güicán (el pueblo más cercano a los nevados) desde el departamento de Boyacá. Para el acceso es necesario registrarse en la oficina de parques naturales que se encuentra en este municipio, el cual es de carácter obligatorio. Las rutas para acceder se pueden tomar desde tres puntos geográficos, el primero es la ruta Bogotá-Tunja-Duitama-Soatá-Capitanejo-El Espino (Boyacá)- Panqueba-El Cocuy y finalmente Güicán, otra ruta es Bogotá-Tunja-Duitama-Boavita-La Uvita-San mateo-El Cocuy-Panqueba y finalmente Güicán.
En el área occidental del parque existen tres rutas de acceso, la primera de las cuales se encuentra llegando al municipio de Güicán, hasta las Cabañas Kanwara, allí se divide la vía hacia la Laguna Grande de los Verdes, la otra vía que sale desde el punto Kanwara es hacia el glaciar del RitakUwa. La otra ruta de acceso es desde el municipio de Güicán hasta la Hacienda La Esperanza, la cual pertenece al poblado de Güicán y ofrece acceso a la Laguna Grande de la Sierra, luego de pasar por un lugar denominado "La Cueva de la Cuchumba". Otro acceso desde el municipio de Güicán es dirigiéndose hacia el Alto de la Cueva, donde puede tomar el camino de Lagunillas que se encuentra en la jurisdicción de Güicán de la Sierra con frontera cercana a El Cocuy en la montaña Los Molinos, para llegar al pie del Pan de Azúcar. Es obligatorio ir acompañado por un guía y no salirse de los senderos indicados por el Sistema de Parques Nacionales. Cabe anotar que no está permitido hacer cumbre ni pisar nieve, esto por presiones de la comunidad U´wa a la administración de Parques Nacionales, basándose en la creencia de que las pisadas aceleran el deshielo de los glaciares.

## Picos Nevados - Cumbres

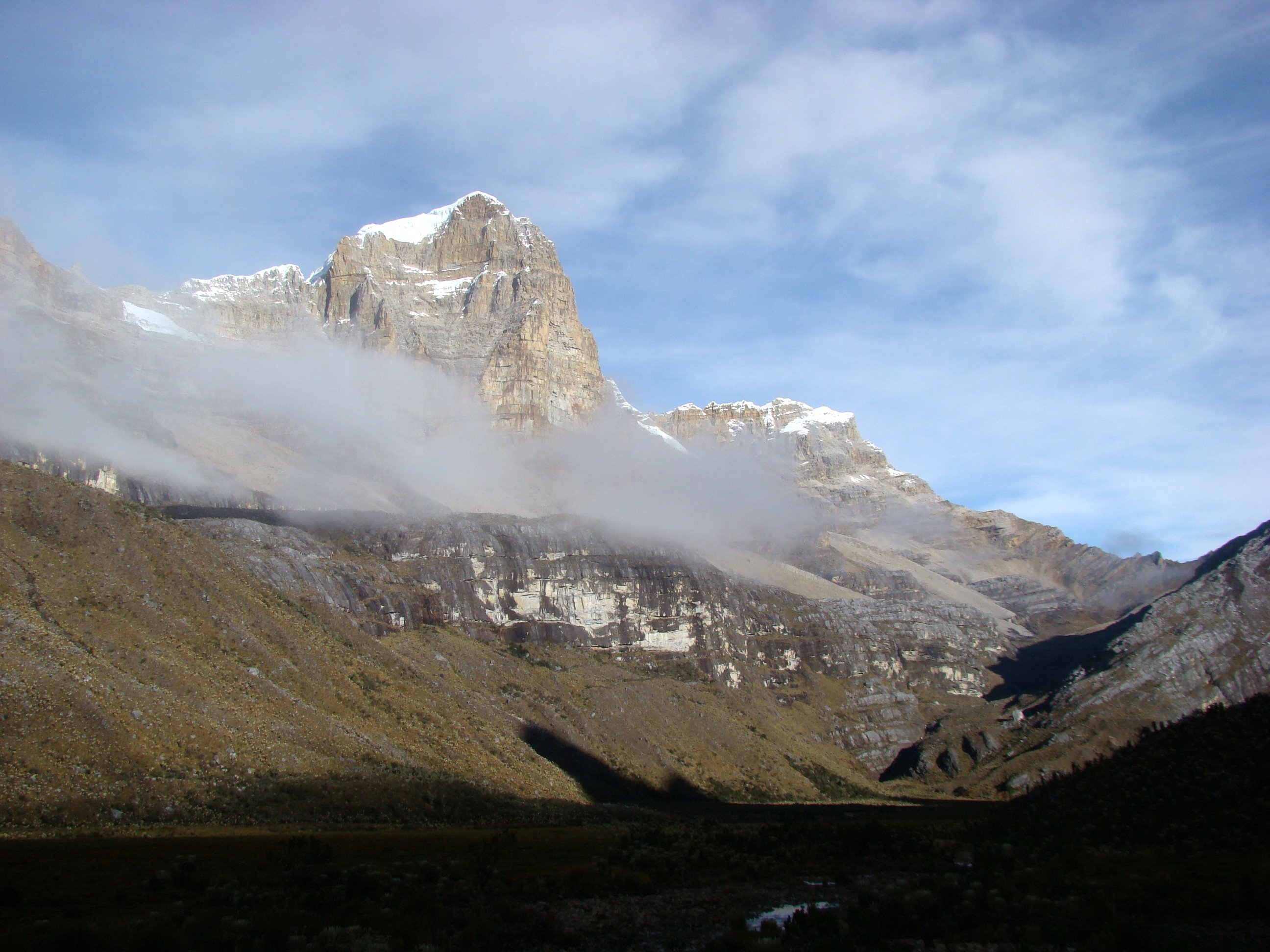
El Ritacuba Blanco visto desde el Valle de los Cojines

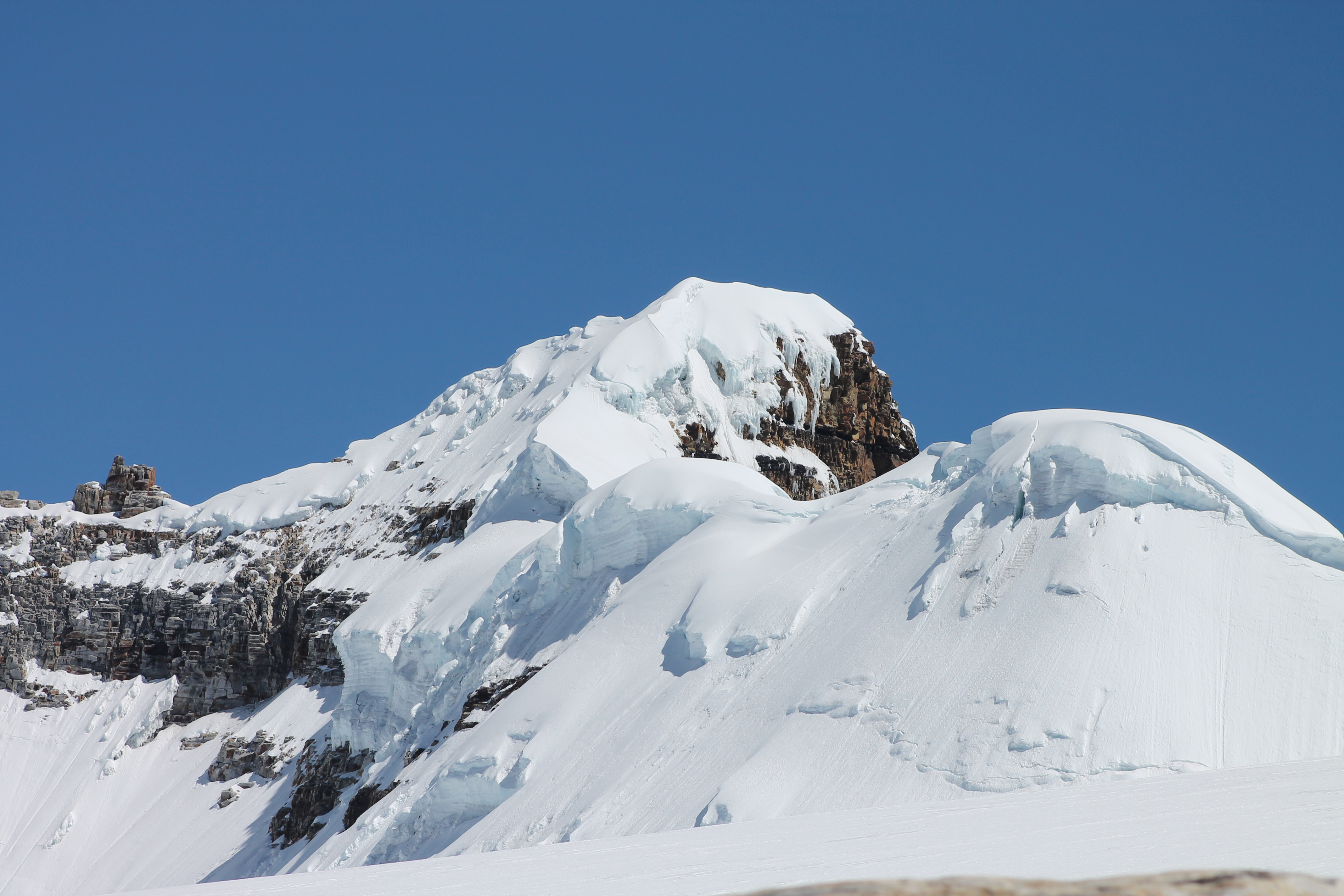
Ritacuba Negro (5350 m.s.n.m.)

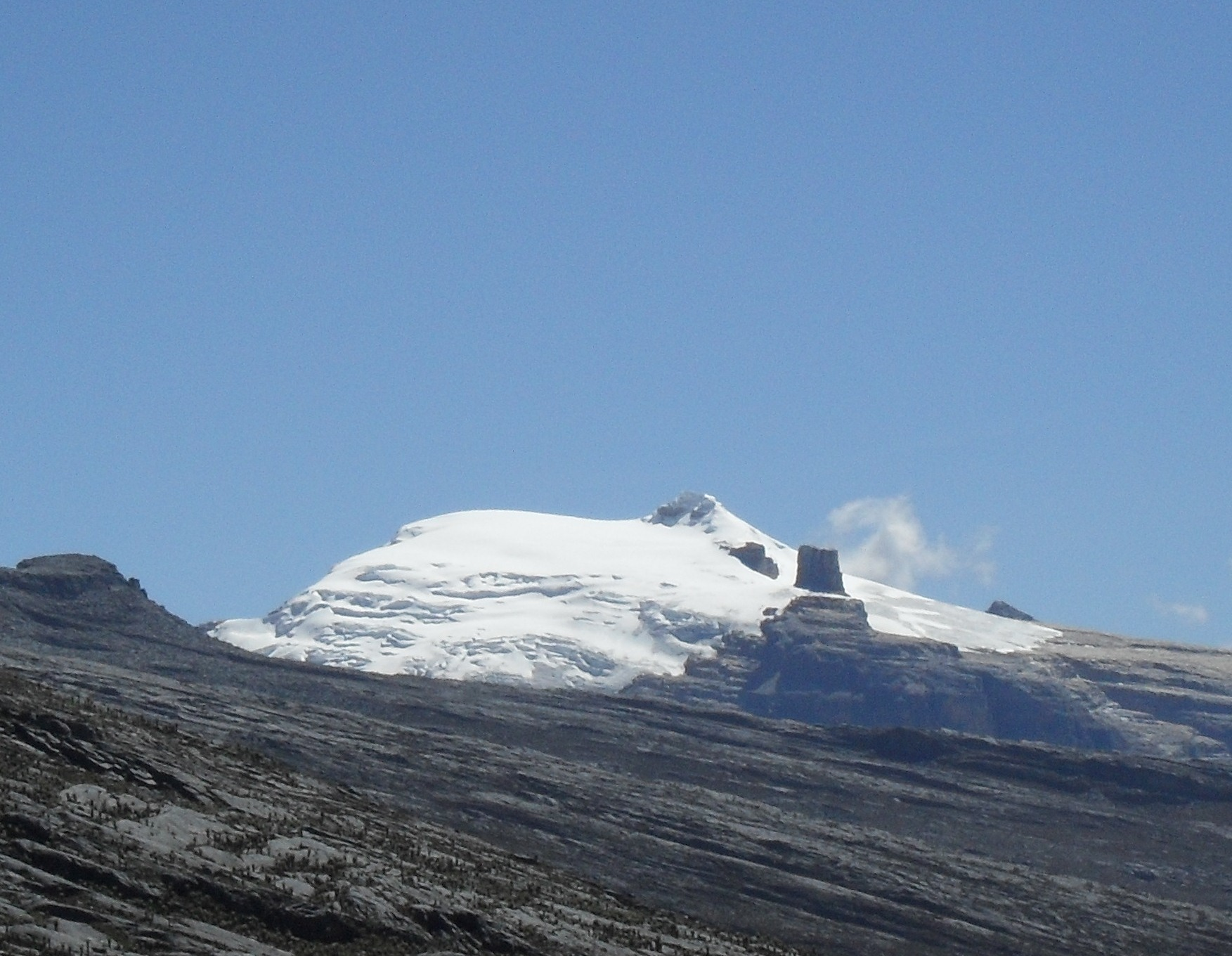
Pico Pan de Azúcar

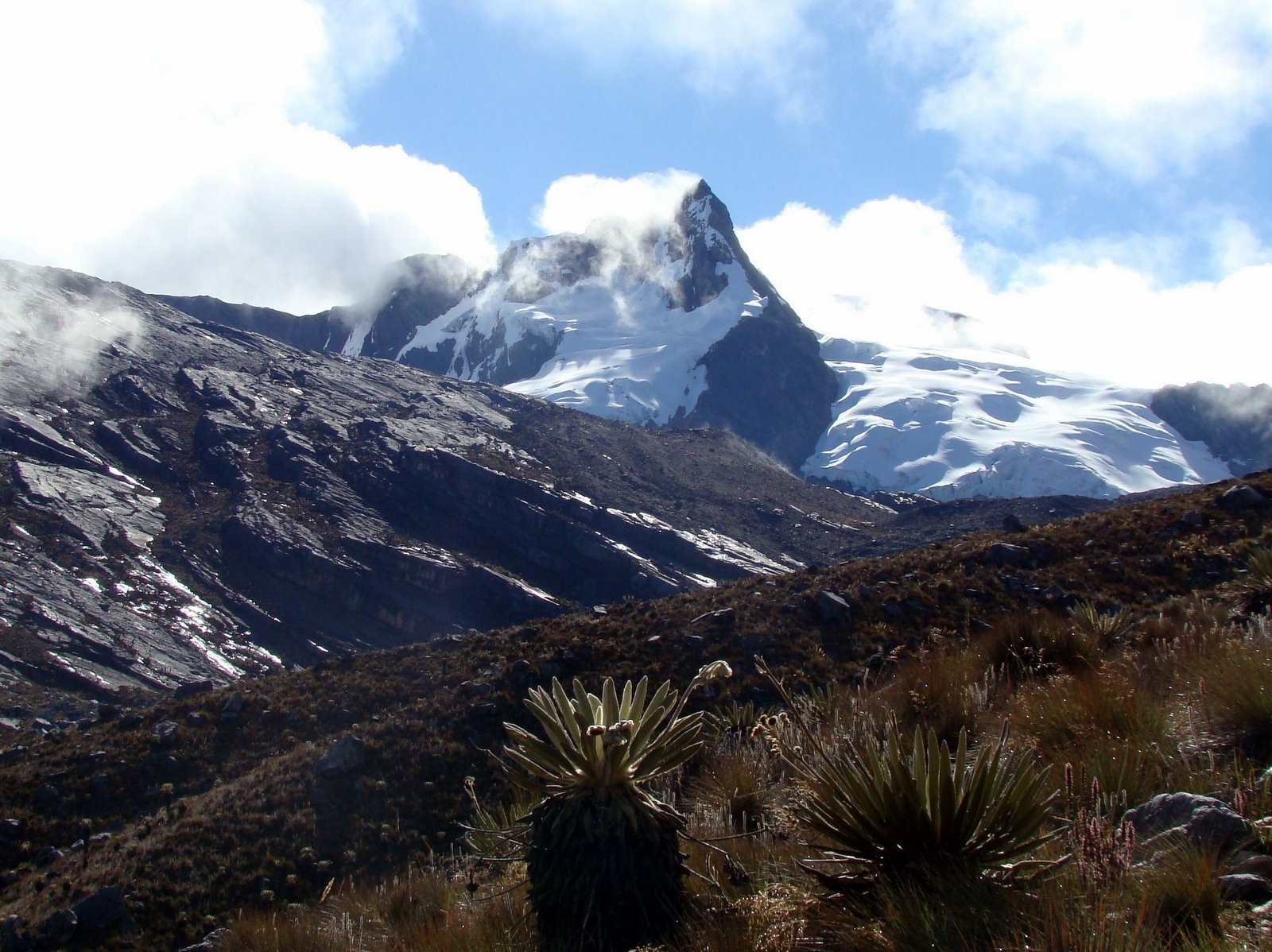
Pico Aguja

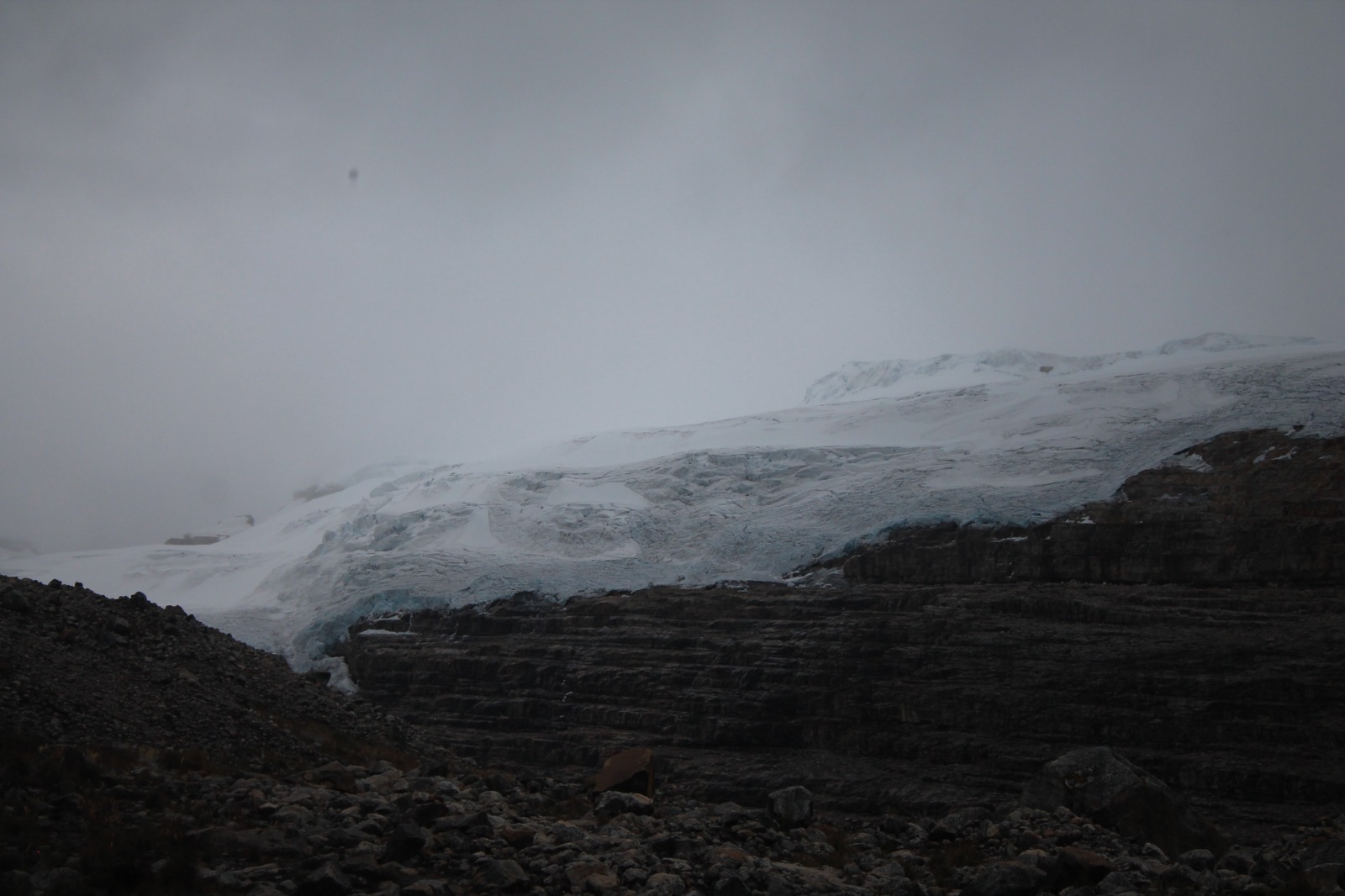
Pico San Pablin Sur (5108 m.s.n.m)

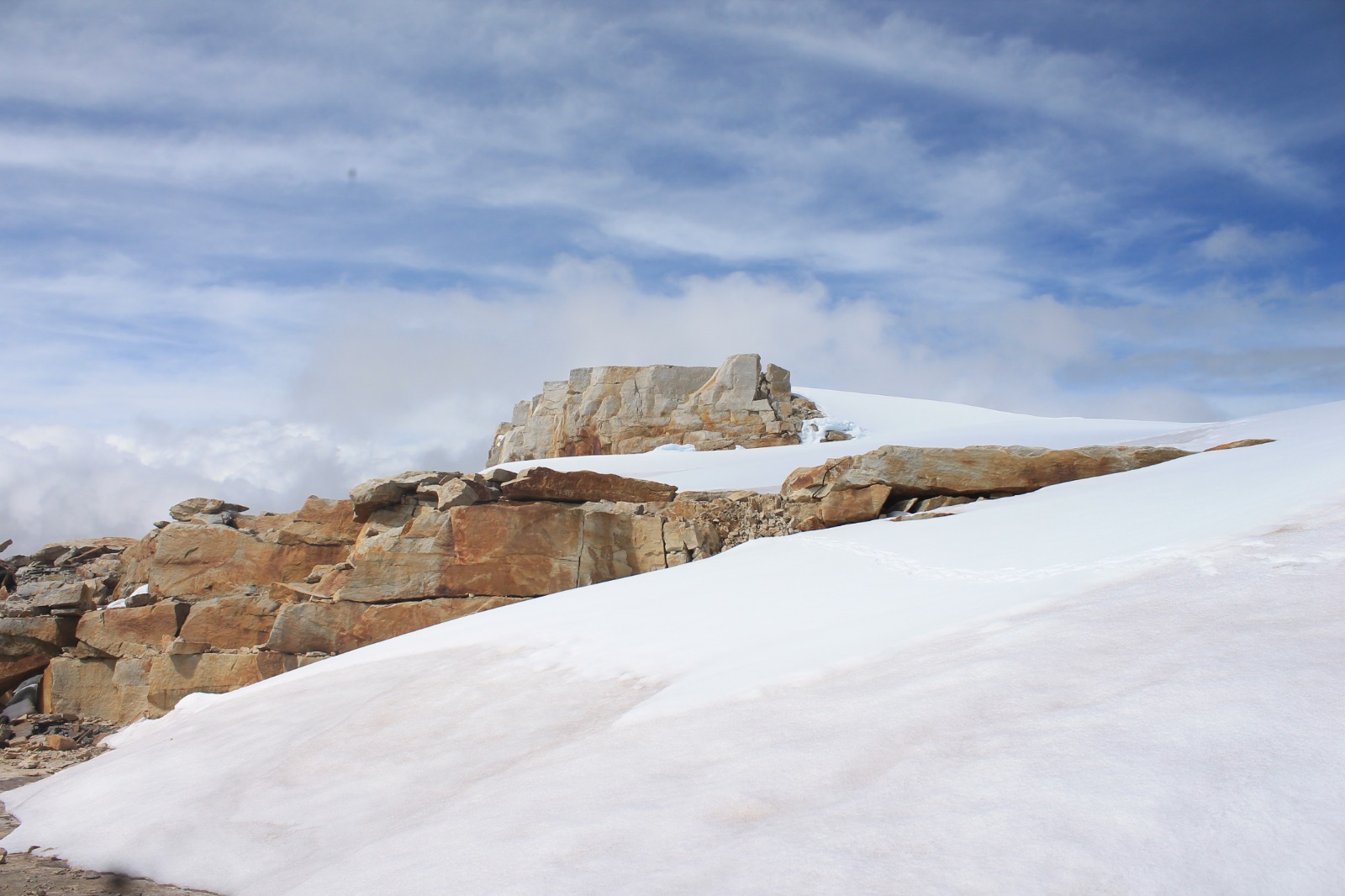
Pico San Pablin Norte (5200 m.s.n.m.)

La Sierra Nevada del Cocuy, ubicada en la Cordillera Oriental de los Andes colombianos, alberga una de las concentraciones de glaciares más importantes del país. A continuación se presenta una lista de los picos nevados que conforman esta formación montañosa, organizada según su disposición geográfica desde los flancos extremos hacia el centro del macizo:
| Algunas cumbres y altitud de la Sierra Nevada El Cocuy o Güicán | Algunas cumbres y altitud de la Sierra Nevada El Cocuy o Güicán | Algunas cumbres y altitud de la Sierra Nevada El Cocuy o Güicán | Algunas cumbres y altitud de la Sierra Nevada El Cocuy o Güicán |
| Flanco occidental                                               | Flanco occidental                                               | Flanco oriental                                                 | Flanco oriental                                                 |
| Pico                                                            | Altitud en m s. n. m.                                           | Pico                                                            | Altitud en m s. n. m.                                           |
| --------------------------------------------------------------- | --------------------------------------------------------------- | --------------------------------------------------------------- | --------------------------------------------------------------- |
| Pico Güicán                                                     | 5022                                                            | Nievecitas                                                      | 4875                                                            |
| Ritacuba Norte                                                  | 5230                                                            | Equino                                                          | 4803                                                            |
| Ritacuba Negro                                                  | 5350                                                            | Manaba                                                          | 4920                                                            |
| Ritacuba Blanco                                                 | 5380                                                            | Pico La Aguja                                                   | 5017                                                            |
| Cerro La Muela                                                  | 5130                                                            | Pico Sin Nombre                                                 | 5020                                                            |
| Picacho                                                         | 5050                                                            | Pico Blanco                                                     | 4890                                                            |
| Puntiagudo                                                      | 4790                                                            | El Castillo                                                     | 5150                                                            |
| San Pablín Norte                                                | 5200                                                            | Antonio                                                         | 5070                                                            |
| San Pablín Sur                                                  | 5108                                                            | Triángulo del Sur                                               | 4830                                                            |
| Pico El Espejo                                                  | 5020                                                            | Piedra el Diamante                                              | 4710                                                            |
| Pico U´wa                                                       | 4920                                                            | Cerros de la Plaza (Pico Blanco y Picos Negros)                 | 4865                                                            |
| Pico Sisiga                                                     | 4830                                                            |                                                                 |                                                                 |
| Cóncavo                                                         | 5200                                                            |                                                                 |                                                                 |
| Pico Clarita                                                    | 4820                                                            |                                                                 |                                                                 |
| Portales                                                        | 4900                                                            |                                                                 |                                                                 |
| Toti                                                            | 4900                                                            |                                                                 |                                                                 |
| Pan de Azúcar                                                   | 5100                                                            |                                                                 |                                                                 |
| Púlpito del Diablo                                              | 5090                                                            |                                                                 |                                                                 |
| Campanilla Blanco                                               | 4900                                                            |                                                                 |                                                                 |
| Campanilla Negro                                                | 4800                                                            |                                                                 |                                                                 |

## Descripción del área

### Ecosistemas
El Parque Nacional Natural El Cocuy presenta una alta diversidad ecológica gracias a su amplio gradiente altitudinal, que va desde los 600 m s. n. m. en el piedemonte llanero hasta los picos glaciales que superan los 5.330 m. Esta variación altitudinal permite la existencia de múltiples zonas de vida y patrones ecológicos diferenciados. Dentro del parque se encuentran ecosistemas de gran valor ecológico y funcional, distribuidos de la siguiente manera: bosque húmedo tropical (0,56 %), bosque andino (47,47 %), páramo (51,53 %) y glaciar (0,32 %). Esta configuración convierte al Cocuy en una pieza clave del corredor biogeográfico Pisba–Cocuy–Tamá, que garantiza la conectividad ecológica entre los Andes nororientales y la Orinoquía colombiana. Además de su biodiversidad, el parque cumple funciones hidrológicas estratégicas, al regular el ciclo del agua en la región y alimentar numerosos sistemas fluviales.

### Fauna (animales)
Debido a la gran variedad de ecosistemas, existe diversidad de fauna, entre ellos se pueden encontrar: Tapirus pinchaque,Chelonoidis carbonaria, Cebus capucinus,Odocoileus virginianus,Mazama rufina, Dicotyles tajacu,Cuniculus taczanowskii,Tremarctos ornatus,Puma concolor, Vultur gryphus,Geranoaetus melanoleucus,Rupicola rupicola,Pauxi pauxi,Pyrrhura calliptera,Cistothorus apolinari,Stenocercus lache.

### Flora  (vegetación)
La vegetación se divide de acuerdo a los pisos térmicos existentes en el parque. Sobre los 700 m s. n. m., se encuentra el piedemonte llanero, el cual es una extensión selvática de las regiones Orinoquía y a su vez amazónica, el cual contiene una alta tasa de endemismos, lo que la hace propicia como corredor de especies dentro del territorio colombiano.
Sobre los 700 m s. n. m. y hasta los 2300 m s. n. m. se encuentra la selva subandina con temperaturas promedio de 16 a 23 °C y precipitaciones entre 2000 y 4000 mm al año; esta selva se encuentra como intermedio entre la selva andina y las selvas del piedemonte llanero, debido a la alta tasa de humedad, es propicia para la generación de epifitas y helechos arbóreos, además de ciertos tipos de árboles como yopo, chusque (Chusquea tesallata), amarillo (Oreopanax bogotense), cedro (Cedrela montana), totumo (Aegiphila grandis) y moho (Cordia alliodora) alcanzando un techo arbóreo entre 25 a 35 metros de altura.
A partir de los 2300 m s. n. m. y hasta los 3200 m s. n. m. se desarrolla la selva andina, los tipos de vegetación se destacan los bosques ricos en especies de encenillo (Weinmannia sp.), además de canelos o ajíes de páramo, abundantes en todo el piso frío de la vertiente, palmas, bosques de Weinmannia y algunos robles dominan el estrato.
A partir de los 3200 m s. n. m. y hasta los 4200 m s. n. m. se encuentra la franja de páramos del Parque Nacional Natural El Cocuy, caracterizada por una alta diversidad de especies adaptadas al clima frío y seco. Destacan varias especies de frailejones del género Espeletia, como E. lopezii, E. cleefii, E. curialensis var. exigua, E. conglomerata, E. colombiana, E. jimenez-quesadae y E. petiolata, así como el frailejón arbóreo ramificado (Libanothamnus tamanus) y Espeletiopsis betancurii. En total, se han registrado al menos siete especies endémicas, algunas de las cuales pueden alcanzar hasta cinco metros de altura. Junto a los frailejones, también predominan pajonales, puyas, y otras plantas de alta montaña pertenecientes a familias como Cruciferae y Compositae, que contribuyen a la singularidad florística del ecosistema de páramo.
Aparte de las mencionadas existen varios tipos de plantas, especialmente de la familia de las crucíferas y compuestas. Hacia la zona de la vertiente occidental se encuentran páramos más secos donde están representadas especies de plantas como alisos (Agnus acuminata), colorado (Polylepis cuadriguja), paja de páramo (Calamagrostis efusa) y un número elevado de angiospermas pertenecientes a 22 familias y 42 géneros.

### Cultura
El Parque Nacional Natural El Cocuy es un enclave biocultural en el que coexisten tres formas de ocupación del territorio: la ancestral del pueblo indígena U’wa, las comunidades campesinas altoandinas y las del piedemonte llanero. El área se traslapa con cinco resguardos indígenas, cubriendo aproximadamente el 47 % del parque, e incluye comunidades U’wa en los departamentos de Boyacá y Arauca. Como parte del reconocimiento de sus derechos, Parques Nacionales participa en la Mesa de Concertación y Diálogo Permanente con el pueblo U’wa y promueve el cumplimiento de la sentencia de la Corte Interamericana de Derechos Humanos en su favor. Asimismo, se trabaja con comunidades campesinas en procesos de saneamiento predial e implementación de Sistemas Sostenibles para la Conservación, mediante acuerdos con las familias que habitan el territorio.

### Clima
El clima del Parque Nacional Natural El Cocuy varía significativamente debido a su amplio rango altitudinal, que va desde los 600 hasta los 5.330 m s.n.m. Esta variación genera múltiples microclimas, con temperaturas que oscilan entre los -4 °C en las zonas altas y hasta 24 °C en las partes bajas. En la alta montaña predomina un clima frío y seco, con nevadas ocasionales, fuerte radiación solar diurna y presencia frecuente de niebla. Las precipitaciones son moderadas y se distribuyen en temporadas lluviosas y secas típicas de la región andina. Estas condiciones climáticas influyen directamente en la distribución de los ecosistemas, desde páramos fríos hasta bosques más cálidos en el piedemonte llanero.

### Hidrografía
El Parque Nacional Natural El Cocuy desempeña una función clave en la regulación hídrica regional, al ser fuente de numerosos cuerpos de agua que nacen en su interior y alimentan tres grandes cuencas hidrográficas: la del Río Arauca (con afluentes como el río Cusay y el río Cobugón), la del Río Casanare (que incluye el río Nevado y el río Tame) y la subzona del Río Chicamocha, donde destacan afluentes como el río Playitas y el río Orozco. Esta red hídrica abastece de agua a municipios y veredas en los departamentos de Boyacá, Arauca y Casanare. Además, el parque contribuye significativamente a la regulación climática, actuando como un sumidero de carbono gracias a sus ecosistemas de páramo y bosque andino, lo que ayuda a mitigar los efectos del cambio climático. Su capacidad para captar, almacenar y liberar agua, sumada a su influencia sobre la temperatura y la humedad regional, convierte al parque en un pilar ecológico esencial para la sostenibilidad ambiental y el bienestar de las comunidades de su zona de influencia.

### Cuenca del río Arauca
Garrapato, Culebras, Orozco, Chuscal, La Unión, Rifles, Cabugón, Derrumbado, Támara, Cobaría, Royata, Bojabá.

### Lagunas

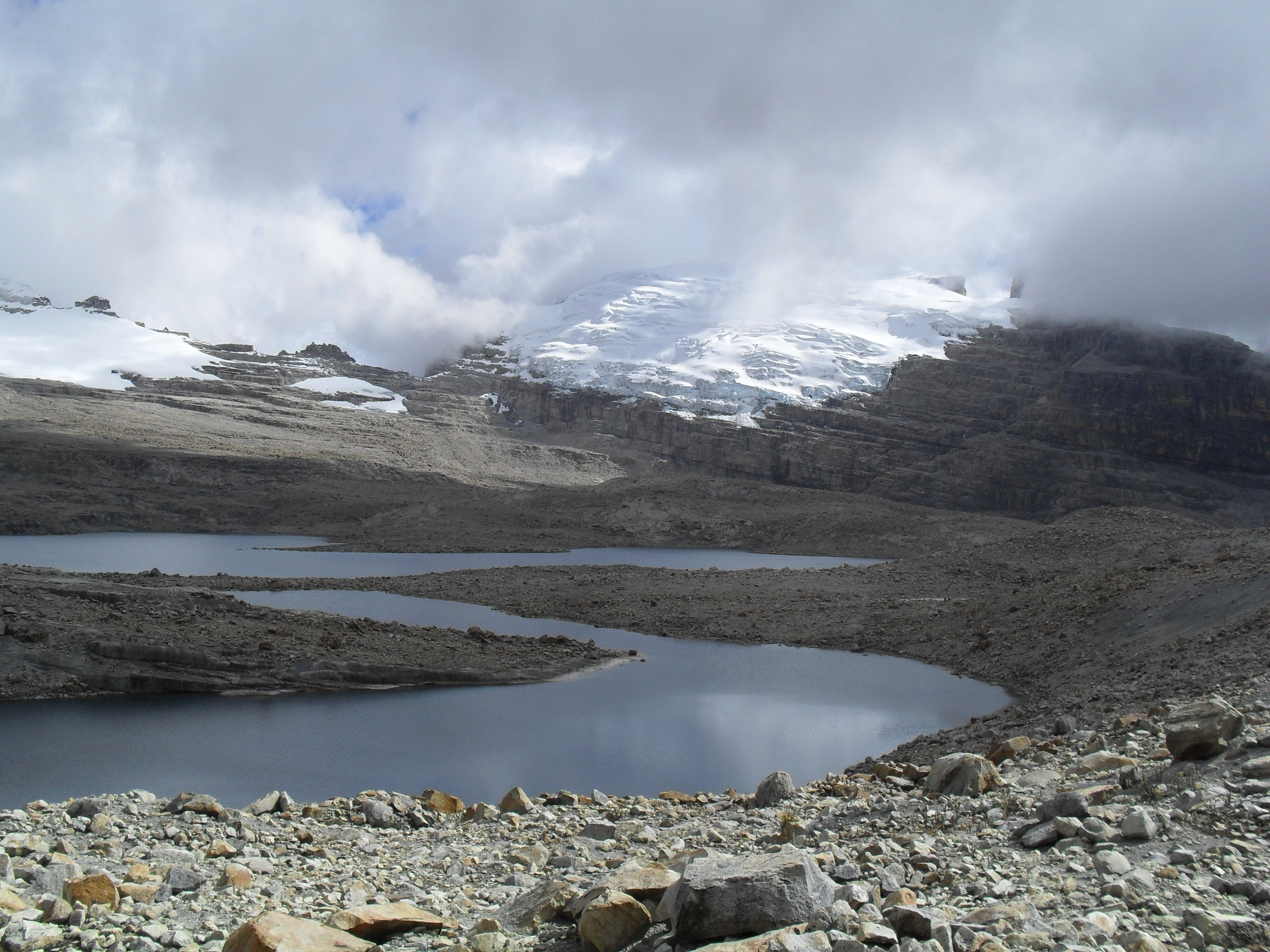
Laguna Grande de la Sierra

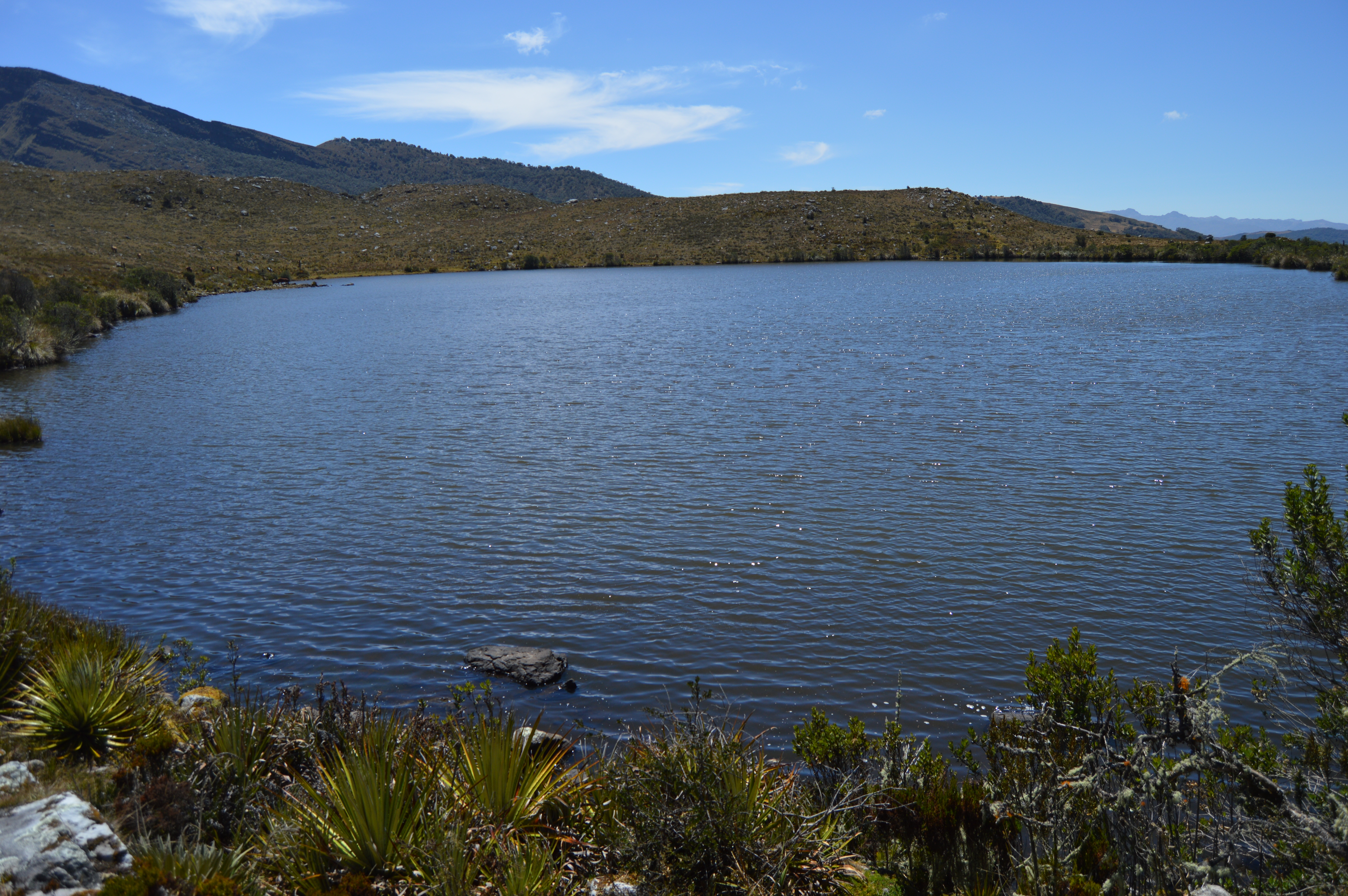
Laguna del parque nacional natural El Cocuy

Laguna de la Plaza, Laguna Grande de la Sierra, Laguna de Los Verdes, Laguna del Avellanal, Laguna de los Témpanos, Laguna de La Isla.

### Glaciares
Para el año 2020, el área de la Sierra Nevada El Cocuy o Güicán se calculó en 13.19 ±0,27 Km2. Está compuesta por 24 fragmentos de hielo mayores a una hectárea, el más grande tiene una superficie de 4.94 Km2 (glaciares Picacho, Ritacuba Blanco, Ritacuba Negro y Ritacuba Norte). El indicador ambiental "balance de masa glaciar", que mide el estado de los glaciares fue negativo en el sector Ritacuba Blanco con -964 mm e. a. en el año 2023.

## Comunidades presentes en el área
Dentro del parque se encuentran comunidades de colonos, que provienen de las partes altas que limitan al occidente del parque y que lo utilizan como zonas de pastoreo y cultivo, en las zonas bajas existen así mismo comunidades de colonos que provienen de la región de los llanos orientales. También existe una comunidad de indígenas U'wa o tunebos, los cuales se encuentran dentro de un resguardo que traslapa dentro del área del parque y se dedican al cultivo, pastoreo caza y pesca.

## Problemática ambiental
El parque tiene varios problemas de índole ambiental en parte a la presión, tanto de comunidades campesinas como de grupos indígenas por la utilización de los recursos naturales, generando presión sobre la fauna y la flora a conservar. La zona del piedemonte llanero se encuentra deteriorada por la actividad de colonos que se internan desde la región de los llanos orientales en busca de madera, igual ocurre en la zona de bosque alto andino, el cual se encuentra mejor conservado en las zonas del parque en que se traslapa con el resguardo indígena u'wa, en algunas áreas altas del parque se siguen presentando el pastoreo así como la quema del suelo por parte de comunidades u’wa que siguen el mismo proceso que los colonos de tierras altas generando grandes deterioros y deslizamientos de tierra, como parte para la utilización de ciertas áreas del parque como zonas de pastoreo de ovejas y ganado vacuno que ha deteriorado esta región.
Otra de las problemáticas ambientales, se debe a la sobreexplotación turística del parque debido a que no existe una política integral de explotación ecoturística, esto genera entre otros problemas, sobre carga de personas que acceden al parque, vertimientos de basuras sobre senderos por parte de visitantes y degradamiento de fuentes de agua por la utilización de animales de carga que dañan las fuentes de agua en las partes altas del páramo, dejando como problemática, grandes cantidades de basura dentro de los senderos , contaminación hídrica, destrucción de flora lo cual genera tanto un daño ambiental, de conservación y visual al parque.

### Transformación ecosistémica
Desde mediados del siglo XIX, los glaciares de la Sierra Nevada de El Cocuy han experimentado un retroceso acelerado que ha transformado la geomorfología y los ecosistemas de alta montaña. El glaciar Ritacuba Negro, uno de los más importantes del parque, podría desaparecer hacia 2048 si se mantienen las actuales tasas de reducción, que ya superan el 50 % desde la década de 1950.  Este proceso ha dejado expuestas antiguas superficies glaciales que ahora son colonizadas por especies  como Espeletia lopezii (Frailejón perrito)  y Calamagrostis effusa (Paja de páramo), marcando una clara sucesión ecológica en curso. Estudios basados en sensores remotos e imágenes satelitales han determinado que aproximadamente el 44,9 % del área analizada está cubierta por vegetación en crecimiento, coincidiendo con la ubicación de antiguas acumulaciones de sedimento y roca (morrenas) formadas por el avance y retroceso del hielo. Estos cambios reflejan la sensibilidad de los ecosistemas altoandinos al cambio climático y subrayan la importancia de su monitoreo y conservación.

## Monitoreo glaciológico
El Parque Nacional Natural El Cocuy alberga el mayor sistema glaciar de Colombia: la Sierra Nevada del Cocuy, Güicán y Chita, que ha sido objeto de constante monitoreo por parte del IDEAM (Instituto de Hidrología, Meteorología y Estudios Ambientales). Esta entidad realiza un seguimiento científico del retroceso glaciar, uno de los más acelerados en la región tropical del planeta.
El sistema de monitoreo incluye estaciones automáticas de registro climático e hidrológico, que permiten observar variables críticas como el balance de masa glaciar, la temperatura del aire, la precipitación, la radiación solar, la humedad relativa y la presión atmosférica. Estas mediciones son fundamentales para determinar la evolución de los glaciares y prever los impactos hidrológicos y ecosistémicos que su desaparición podría ocasionar.
En el Informe sobre el estado de los glaciares colombianos del IDEAM se destaca que desde mediados del siglo XX, los glaciares del Cocuy han perdido más del 60 % de su superficie.

## Desglaciación
El sistema glaciar de la Sierra Nevada del Cocuy, una de las formaciones montañosas más destacadas de la cordillera Oriental de Colombia, ha sido objeto de observación científica desde el siglo XIX. Los primeros registros documentados sobre la extensión de sus glaciares se remontan a alrededor de 1850, y desde entonces se han realizado diversos estudios que permiten comparar la evolución de la masa glaciar hasta reportes recientes, incluyendo los datos disponibles para el año 2022.
Según estudios basados en imágenes satelitales entre 1987 y 2021, la cobertura glaciar de la Sierra Nevada del Cocuy se ha reducido aproximadamente un 38%, pasando cerca de 2900 hectáreas a 1800 hectáreas. Este retroceso ha sido más visto en la vertiente occidental, dónde se presenta las pendientes mas suaves y con mayor exposición solar.

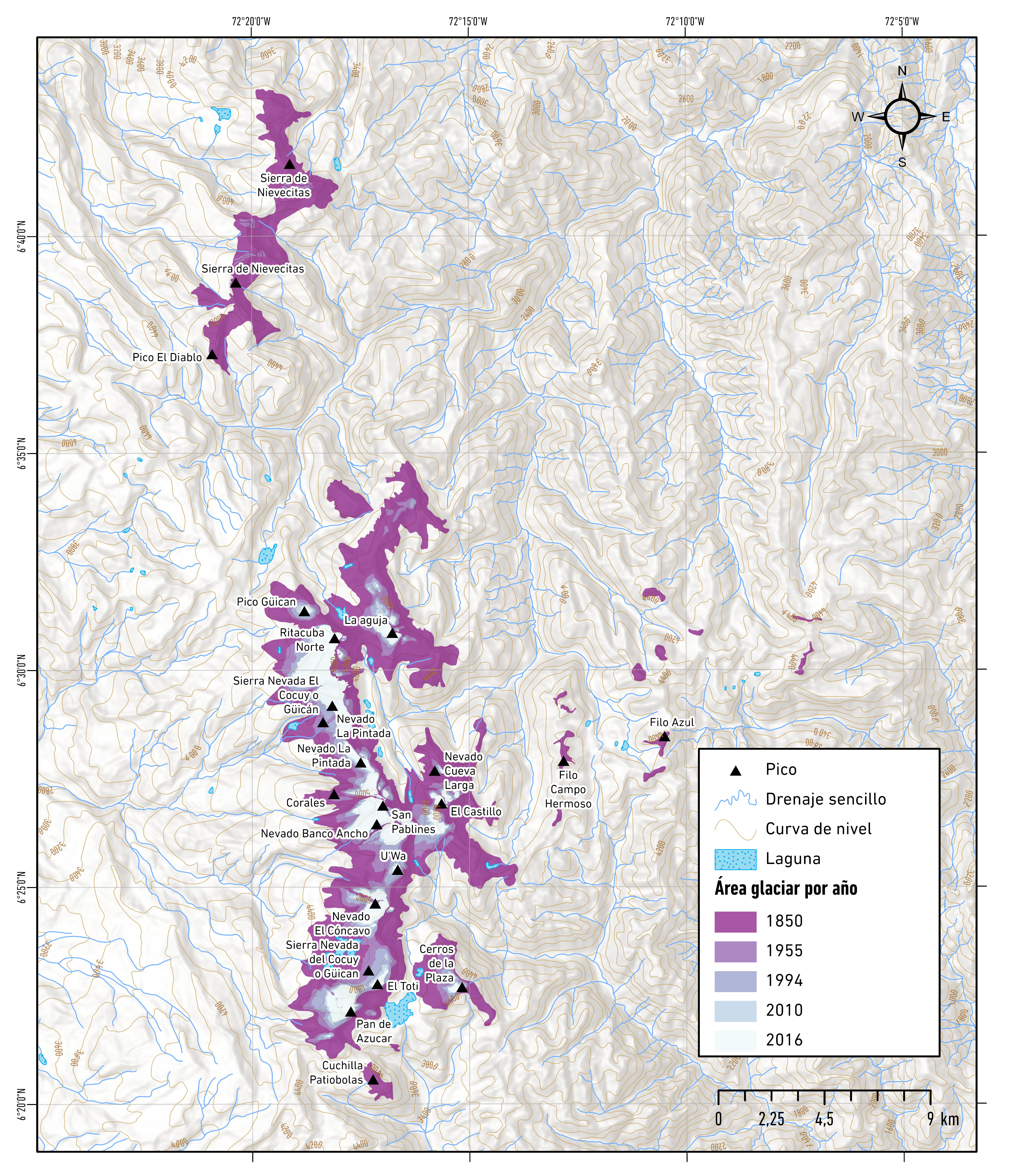
Dinámica del retroceso glaciar del Cocuy 1850 - 2016

Al igual que muchos glaciares colombianos no fue sino hasta la primera década del siglo XXI que el estudio, seguimiento y preservación de los glaciares en Colombia adquirió un carácter prioritario, impulsado por la creciente preocupación ante su acelerado retroceso y el riesgo de desaparición. En este contexto, desde 2004, el Programa Hidrológico Internacional de la Unesco ha respaldado las iniciativas del Grupo de Trabajo de Nieves y Hielos de América Latina (GTNH). Posteriormente, en 2006, el Instituto de Hidrología, Meteorología y Estudios Ambientales (IDEAM) puso en marcha el Programa de Monitoreo de Glaciares, con el propósito de establecer una vigilancia técnica y sistemática de los glaciares colombianos. Aunque el programa se centró inicialmente en nevados como el Ruiz, Tolima, Santa Isabel, Huila y la Sierra Nevada de Santa Marta, la Sierra Nevada del Cocuy también ha sido incorporada en estudios posteriores, dada su relevancia ecológica, hidrológica y su significativa pérdida de masa glaciar en las últimas décadas.
| Cambio del área glaciar en la Sierra Nevada del Cocuy (Zizuma) | Cambio del área glaciar en la Sierra Nevada del Cocuy (Zizuma) |
| Periodo                                                        | Área (km²)                                                     |
| -------------------------------------------------------------- | -------------------------------------------------------------- |
| Segunda mitad del siglo XIX                                    | 148.7                                                          |
| Años 50                                                        | 38.9                                                           |
| Años 80                                                        | 35.7                                                           |
| Años 90                                                        | 23.7                                                           |
| 2010                                                           | 16.54                                                          |
| 2016                                                           | 14.46                                                          |
| 2017                                                           | 13.94                                                          |
| 2019                                                           | 13.67                                                          |
| 2020                                                           | 13.38                                                          |
| 2021                                                           | 13.17                                                          |
| 2022                                                           | 12.83                                                          |

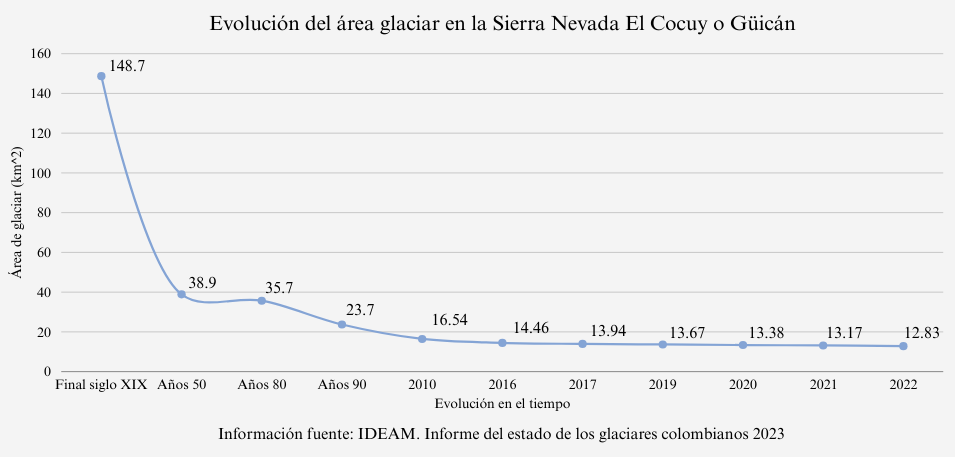
no

El retroceso glaciar en la Sierra Nevada del Cocuy, provocado tanto por el calentamiento global asociado al incremento de gases de efecto invernadero como por las variaciones climáticas regionales, ha generado un aumento en el caudal de agua proveniente del deshielo. Estas aguas alimentan ríos y quebradas que constituyen una parte fundamental del sistema hídrico local. La escorrentía glaciar cumple un rol esencial en el mantenimiento de los ecosistemas de alta montaña, así como en el abastecimiento de comunidades que dependen de estos recursos hídricos en las zonas medias y bajas de la cordillera.

Caudal del Río Nevado a través de los años, monitoreado por estaciones del IDEAM.

| Cuencas hidrográficas a las que drena el agua de la Sierra Nevada del Cocuy | Cuencas hidrográficas a las que drena el agua de la Sierra Nevada del Cocuy | Cuencas hidrográficas a las que drena el agua de la Sierra Nevada del Cocuy | Cuencas hidrográficas a las que drena el agua de la Sierra Nevada del Cocuy | Cuencas hidrográficas a las que drena el agua de la Sierra Nevada del Cocuy |
| Río                                                                         | Subzona hidrográfica                                                        | Subzona hidrográfica                                                        | Zona hidrográfica                                                           | Área hidrográfica                                                           |
| --------------------------------------------------------------------------- | --------------------------------------------------------------------------- | --------------------------------------------------------------------------- | --------------------------------------------------------------------------- | --------------------------------------------------------------------------- |
| Río                                                                         | Río                                                                         | Área glaciar en la cuenca (km2)                                             | Sogamoso                                                                    | Magdalena-Cauca                                                             |
| Cardenillo                                                                  | Nevado                                                                      | 11.04                                                                       | Sogamoso                                                                    | Magdalena-Cauca                                                             |
| Playitas                                                                    | Nevado                                                                      | 11.04                                                                       | Sogamoso                                                                    | Magdalena-Cauca                                                             |
| San Pablín                                                                  | Nevado                                                                      | 11.04                                                                       | Sogamoso                                                                    | Magdalena-Cauca                                                             |
| Corralitos                                                                  | Nevado                                                                      | 11.04                                                                       | Sogamoso                                                                    | Magdalena-Cauca                                                             |
| Cóncavo                                                                     | Nevado                                                                      | 11.04                                                                       | Sogamoso                                                                    | Magdalena-Cauca                                                             |
| Lagunillas                                                                  | Nevado                                                                      | 11.04                                                                       | Sogamoso                                                                    | Magdalena-Cauca                                                             |
| Cubogón                                                                     | Bojabá                                                                      | 1.33                                                                        | Arauca                                                                      | Orinoco                                                                     |
| Frailes                                                                     | Bojabá                                                                      | 1.33                                                                        | Arauca                                                                      | Orinoco                                                                     |
| Ratoncito                                                                   | Bojabá                                                                      | 1.33                                                                        | Arauca                                                                      | Orinoco                                                                     |
| Mortiñal                                                                    | Casanare                                                                    | 0.32                                                                        | Casanare                                                                    | Orinoco                                                                     |
| Playón                                                                      | Casanare                                                                    | 0.32                                                                        | Casanare                                                                    | Orinoco                                                                     |

## Conservación ambiental
Debido a su fragilidad ecológica y al avance del cambio climático, el Parque Nacional Natural El Cocuy cuenta con medidas estrictas de conservación. La zonificación del parque permite actividades turísticas solamente en el 1.5 % del área total, dejando el resto del territorio como zona intangible o de preservación absoluta.
La administración del parque, en coordinación con autoridades locales y organizaciones indígenas como la comunidad U’wa, promueve el respeto por los ecosistemas de alta montaña y páramo. Están totalmente prohibidas actividades como la caza, la recolección de especies vegetales, el ascenso a los glaciares, la apertura de nuevos caminos, y el uso de animales de carga (caballos o mulas) fuera de las zonas designadas.
Estas restricciones tienen como objetivo proteger especies endémicas, conservar los ecosistemas de frailejones y páramos, y evitar el deterioro de los glaciares restantes, cuya desaparición podría poner en riesgo los recursos hídricos de la región.

## Turismo sostenible
El turismo en el Parque Nacional Natural El Cocuy se desarrolla bajo un enfoque de ecoturismo comunitario y sostenible, promovido por Parques Nacionales Naturales de Colombia. Esta modalidad implica una coordinación directa entre autoridades ambientales, comunidades campesinas locales, pueblos indígenas y operadores turísticos certificados, con el objetivo de garantizar la conservación del ecosistema de alta montaña y generar beneficios socioeconómicos para las poblaciones del área de influencia.
Actualmente, el ingreso de visitantes está permitido únicamente a través de tres senderos ecológicos autorizados, los cuales se encuentran delimitados y señalizados para minimizar el impacto ambiental. Estos son:
1. Sendero Ritacuba: permite acercarse hasta el borde del glaciar del Ritacuba Blanco, el pico más alto del parque.
2. Sendero Laguna Grande de la Sierra: conduce a una de las lagunas más emblemáticas del parque, con vistas a varios picos nevados.
3. Sendero Lagunillas–Púlpito del Diablo: conecta con una formación rocosa imponente, ideal para observación paisajística.

Para acceder, los turistas deben registrarse previamente, contar con seguro médico vigente y estar acompañados por un guía local acreditado por el parque. Además, por razones de seguridad y conservación, no se permite el ingreso de menores de 10 años.
Como parte del protocolo obligatorio, todos los visitantes deben asistir a una charla de inducción ambiental, donde se abordan temas como comportamiento adecuado en ecosistemas de alta montaña, manejo responsable de residuos, respeto por la biodiversidad, las zonas de amortiguamiento y los principios del mínimo impacto. Este sistema de regulación y educación ambiental ha sido fundamental para permitir la reapertura gradual del parque, luego de varios periodos de cierre relacionados con conflictos sociales, demandas del pueblo U’wa y afectaciones ambientales derivadas del turismo no regulado.
Como se mencionó anteriormente, el Parque Nacional Natural El Cocuy se superpone en al menos un 50 % con el territorio ancestral del pueblo indígena U’wa, lo que ha dado lugar a una lucha constante desde 1992 contra la explotación de hidrocarburos y, más recientemente, contra lo que el gobierno colombiano promueve como ecoturismo. Un ejemplo de esta tensión se presentó en 2015, cuando Parques Nacionales autorizó el ingreso de diecinueve mil visitantes, a pesar de que la capacidad máxima de la sierra nevada del Cocuy —conocido por los U’wa como Zizuma— era de apenas cuatro mil personas.
Estos conflictos derivaron en una serie de bloqueos por parte de la comunidad U’wa desde 2016, como forma de reivindicar su derecho a la autonomía territorial sobre el Zizuma y de restringir la actividad turística para garantizar la protección del entorno natural y el equilibrio de la vida. Si bien se estableció una mesa de diálogo entre la comunidad indígena y el gobierno, la petición principal de los U’wa era que se les reconociera como guardianes del Zizuma, en concordancia con su cosmovisión, según la cual la Montaña es un lugar espiritual, sagrado e intocable (incluso por los mismos nativos).
Además, si deseas realizar actividades con fines comerciales, investigativos, cinematográficos o de publicación dentro del Parque, es obligatorio contar con un permiso oficial emitido por Parques Nacionales Naturales de Colombia. La solicitud se realiza a través de la plataforma VITAL del Ministerio de Ambiente y Desarrollo Sostenible. 

### Actividades y Ecoturismo
El PNN el Cocuy en su esfuerzo de realizar ecoturismo sustentable y amigable con estos ecosistemas que son sujetos de derecho según la constitución colombiana, ha planteado una serie de actividades para todo individuo que decida acceder a dichos patrimonios humanitarios:
- Senderismo Lagunillas - Púlpito del Diablo: Atraviesa el sector conocido como el Hotelito, tiene una longitud aproximada de 7.8 km (15.6 km ida y vuelta).
- Senderismo Laguna Grande de la Sierra: Se avanza hasta el borde glaciar del pico Cóncavo (19,6 km de ida y vuelta)
- Senderismo Ritacuba: Cuenta con una distancia total de 14 km (ida y vuelta).
- Fotografía y video: Si la visita tiene como fines intereses comerciales o de publicación, se requerirá un permiso oficial emitido por Parques Nacionales Naturales de Colombia.
- Observación de aves: Es un destino rico en avistamientos que contempla las primeras horas de la madrugada y las últimas de la tarde.
- Observación de fauna y flora silvestre: Entre las especies que habitan estos ecosistemas se encuentran el oso de anteojos, el venado de cola blanca y pequeños felinos.
- Investigación y educación ambiental: Destino ideal para investigación científica y de educación ambiental, aquí se educa sobre actividades de ecoturismo y conservación.